# سادوویه (داغستان)
سادوویه (به لاتین: Sadovoye) یک منطقهٔ مسکونی در روسیه است که در داغستان واقع شده‌است.